# Libou
Les Libou, Lebou, Ribou ou Rebou (en ancien égyptien : Rbw ou Rebu, en libyque ancien : Lbw, en berbère moderne : ⵍⵉⴱⵓ -  Libu) sont une ancienne confédération tribale libyque ayant vécu dans la partie orientale de la Libye antique, comme les Mâchaouach (Mšwš). Ils ont donné leur nom à la Libye (Libuè en grec), terme qui désigna le territoire des Libyens anciens (approximativement l'Afrique du Nord-Ouest), avant de désigner l'actuel État de Libye.
Les Libou ont joué un rôle significatif dans l'histoire de l'Égypte antique.
Présents avec les Mâchaouachs parmi les assaillants de Mérenptah, une partie d'entre eux s'introduit dans le delta occidental du Nil à la faveur du morcellement sous les XXIIe et XXIIIe dynasties.
Les Libous avaient la peau claire. Ils étaient définis tantôt par ce caractère, tantôt par l’emploi du libyque (dialectes berbères), depuis l’Antiquité jusqu’aux philologues et historiens contemporains.
Les Libou ou Ribou représentaient les peuples indigènes d'Afrique du Nord à l'ouest de la vallée du Nil et seraient les ancêtres des actuels Berbères.

## Histoire

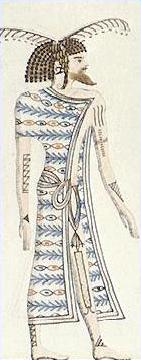
Reproduction d'un ancien libyen sur les parois de la tombe du pharaon Séthi Ier.

Les Libous apparaissent pour la première fois au milieu de la XIXe dynastie comme peuple voisin et ennemi de l’Égypte : une stèle de la région d’El-Alamein, ainsi qu’un hymne au roi évoquent la soumission d’au moins une partie du « pays des Rbw » par Ramsès II ; une mention des Rbw dans la liste des peuples étrangers sur le deuxième pylône du temple de Ramsès II à Abydos est incertaine. 
Le successeur de ce dernier, Mérenptah, se trouve, dans la quatrième année de son règne, face à une armée d’invasion des Rbw qu’il mate dans une bataille au sud de Memphis. Un an après, des Libous, alliés à des Mâchaouachs et des Qhq ainsi qu’à divers « peuples de la mer », envahissent à nouveau la vallée du Nil, guidés par Mrjj, un prince des Libous. Une fois de plus, près de Pr-jr, dans le delta occidental, les Égyptiens remportent la bataille ; parmi le butin figurent, outre une grande quantité de bétail et de matériel, plusieurs femmes du prince des Libous vaincus.
Des représentations du temple funéraire de Ramsès III à Médinet Habou mentionnent des luttes ultérieures contre les voisins occidentaux au début de la XXe dynastie. Dans la cinquième année du règne du roi, l’attaque d’une force composée de Libous, Meshwesh et Spd est repoussé ; probablement une variante des mêmes événements donné du temps de Ramsès IV, pour d’autres mentions des Rbw sous Ramsès III. Des Rbw étaient présents dans les colonies de mercenaires libyens, établies, entre autres, par Ramsès III, et sans doute aussi dans la migration plus ou moins paisible qui allait suivre la période des grandes confrontations. Le nom est attesté deux fois pendant le règne de Ramsès IX : dans l’onomasticon de Jmn-m-jpt, ainsi que dans le journal de la nécropole de Thèbes. Dans ce dernier texte, on lit que : « les ouvriers de la nécropole débrayèrent en contestation car leurs rations de grain étaient en retard, alors qu’il n’y avait pas de Rbw déstabilisant la région » — renseignement intéressant sur le rôle que les Rbw jouaient au moins autour de Thèbes à cette époque, bien que nous ne savons pas « s’il s’agissait de Rbw autochtones à la recherche de sol et de butin ou bien de mercenaires libyens de l’armée égyptienne en maraude ».
La fondation de la XXIIe dynastie par un Mšwš, Sheshonq Ier, vers le milieu du Xe siècle, est significative de l’influence que les voisins occidentaux avaient acquis depuis le temps des grandes invasions. À partir de là, des « princes des Rbw » contrôlent des territoires dans le delta, à l’ouest de la branche centrale du Nil avec comme titre « Grand prince des Rbw ».
De nombreux tombeaux mégalithiques du Maghreb,  identiques à ceux produits en Europe (et ailleurs), leur sont attribués, certains eurocentristes allant jusqu'à voir en eux une peuple ou ethnie d'origine européenne.